# Радуцкі-Фольварк
Радуцкі-Фольварк (пол. Raducki Folwark) — село в Польщі, у гміні Осьякув Велюнського повіту Лодзинського воєводства.
Населення — 149 осіб (2011).
У 1975-1998 роках село належало до Серадзького воєводства.

## Демографія
Демографічна структура станом на 31 березня 2011 року:
|          | Загалом | Допрацездатний вік | Працездатний вік | Постпрацездатний вік |
| -------- | ------- | ------------------ | ---------------- | -------------------- |
| Чоловіки | 73      | 17                 | 48               | 8                    |
| Жінки    | 76      | 16                 | 44               | 16                   |
| Разом    | 149     | 33                 | 92               | 24                   |